# Ingonda (regina)
Ingonda o Ingunda (fl. VI secolo) fu regina dei Franchi Sali d'Austrasia del nord e della Guascogna dal 532 alla sua morte, quale moglie del merovingio Clotario I.

## Biografia
Secondo il vescovo Gregorio di Tours (536 – 597), Ingonda, di cui non si conoscono gli ascendenti, era una delle mogli di Clotario I. Il matrimonio avvenne dopo che Clotario aveva ripudiato la moglie precedente, Radegonda, nel corso del quarto decennio del VI secolo, dopo la conquista della Turingia.
Secondo lo storico francese Christian Settipani, esperto di genealogie Ingonda era già l'amante di Clotario da diversi anni, prima del matrimonio.
Poco tempo dopo, essendo Ingonda ancora viva, Clotario prese come moglie anche la sorella di Ingonda, Aregonda. A detta di Gregorio di Tours, Ingonda aveva chiesto al re suo marito di trovare un buon partito per la sorella; essendo Clotario alquanto libidinoso fu attratto dalla sorella di Ingunda, Aregonda e la sposò. Tornando poi dalla moglie le disse: «Non ho trovato nessuno meglio di me».

Così Clotario convisse con le due sorelle entrambe sue mogli.
Di Ingonda non si conosce l'anno della morte.

## Figli
Ingonda a Clotario I diede sei figli:
- Guntario (ca. 517-dopo il 532), che, in quest'ultima data, partecipò ad un attacco alla Settimania[4]. Alla nascita era illegittimo
- Childerico (?-prima del 561), che morì prima del padre[1]. Alla nascita era illegittimo
- Cariberto I (ca. 520- 567), re dei Franchi. Alla nascita era illegittimo
- Gontrano (ca. 534- 592), re dei Franchi
- Sigeberto (ca. 535- 575), re dei Franchi
- Clodesinde (?-prima del 567), che divenne regina dei Longobardi, dal 560 circa alla sua morte, in quanto moglie di Alboino[1]

### Fonti primarie
- (LA) Gregorio di Tours, Historiarum Francorum libri X, in Historia Francorum, testo disponibile su Wikisource.